# Situmba Julu
Situmba Julu is een bestuurslaag in het regentschap Tapanuli Selatan van de provincie Noord-Sumatra, Indonesië. Situmba Julu telt 807 inwoners (volkstelling 2010).